# Pseudochromidae

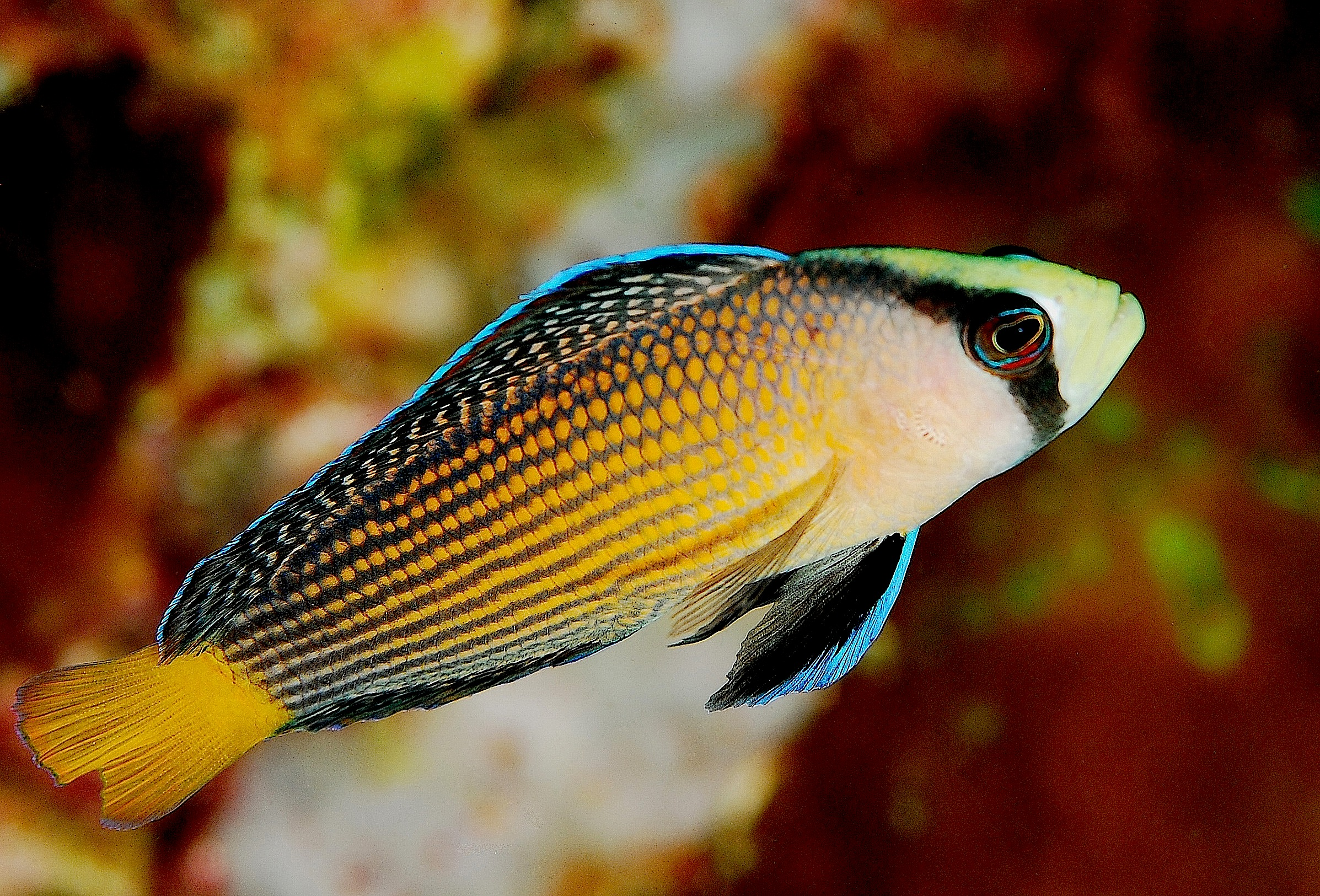
Manonichthys splendens

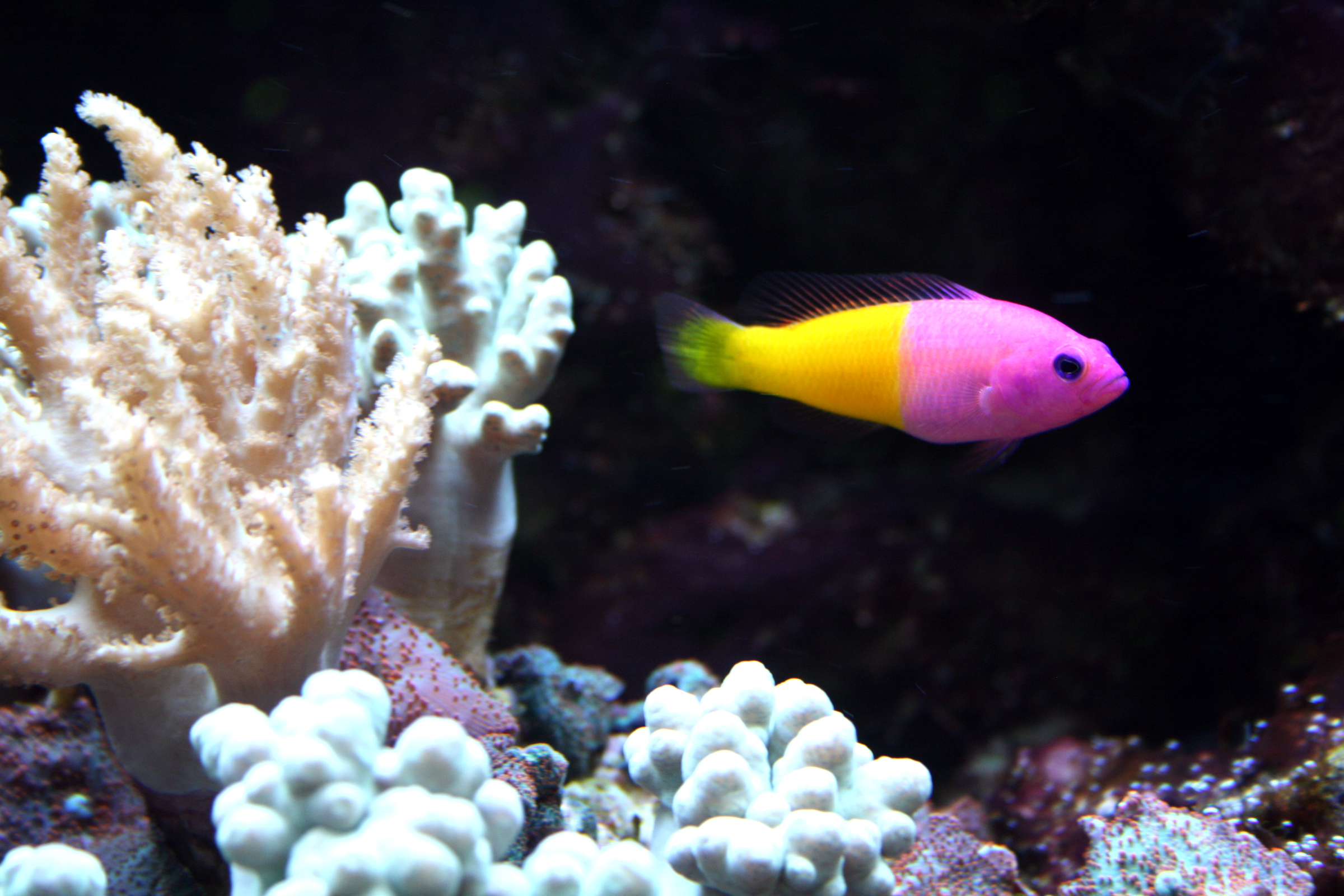
Pictichromis paccagnellae

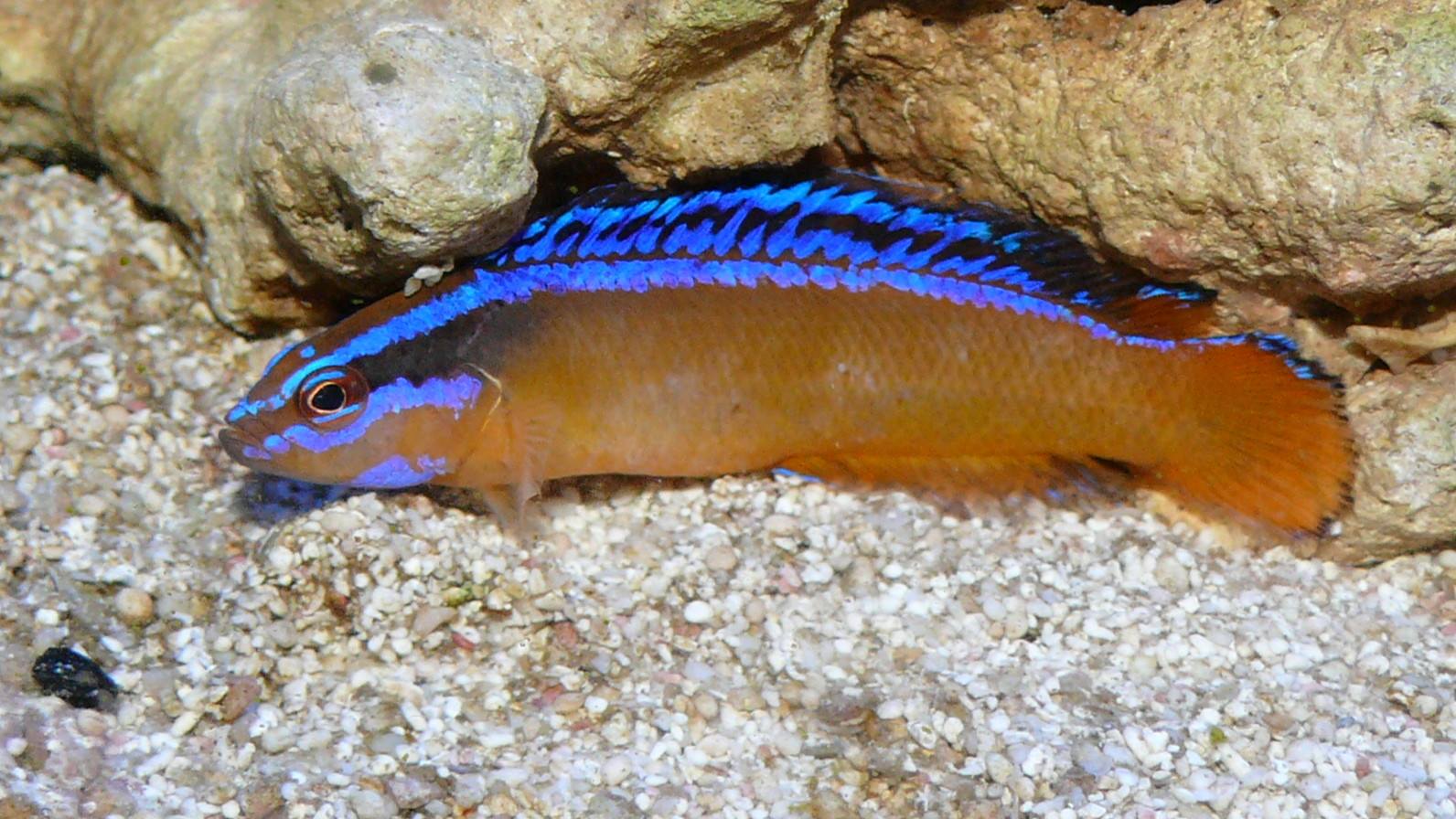
Pseudochromis aldabraensis

Los Pseudochromidae son una familia de peces marinos y de estuario incluida en el orden Perciformes. Distribuidos por el océano Índico y el océano Pacífico.
Su nombre procede del griego: pseudes (falso) + chromis (pez sin identificar citado por Plinio).
Aparecen por primera vez en el registro fósil en el Eoceno, durante el Terciario inferior.

## Morfología
Pequeños peces alargados a menudo de colores brillantes. Tienen una característica espina en la aleta pélvica; dicha aleta pélvica se inserta debajo o antes de la base de la aleta pectoral.
La línea lateral es variable, interrumpida o continua en algunos; alcanza unos 50 cm de longitud máxima en Congrogadinae, aunque la mayoría por debajo de 11 cm.

## Comportamiento
La mayoría de las especies se mantienen cerca de las grietas o entre los escombros. Se alimentan de pequeños invertebrados y peces. El macho guarda una bola de huevos depositados por la hembra. Algunas especies son incubadores bucales.

## Géneros y especies
Existen unos 24 géneros encuadrados en seis subfamilias:
- Subfamilia Anisochrominae:
  - Género Anisochromis (Smith, 1954)
- Subfamilia Assiculinae:
  - Género Assiculus (Richardson, 1846)
- Subfamilia Assiculoidinae:
  - Género Assiculoides (Gill y Hutchins, 1997)
- Subfamilia Congrogadinae:
  - Género Blennodesmus (Günther, 1872)
  - Género Congrogadus (Günther, 1862)
  - Género Halidesmus (Günther, 1872)
  - Género Halimuraena (Smith, 1952)
  - Género Halimuraenoides (Maugé y Bardach, 1985)
  - Género Haliophis (Rüppell, 1829)
  - Género Natalichthys (Winterbottom, 1980)
  - Género Rusichthys (Winterbottom, 1979)
- Subfamilia Pseudochrominae:
  - Género Cypho (Myers, 1940)
  - Género Labracinus (Schlegel, 1858)
  - Género Manonichthys (Gill, 2004)
  - Género Ogilbyina (Fowler, 1931)
  - Género Oxycercichthys (Gill, 2004)
  - Género Pholidochromis (Gill, 2004)
  - Género Pictichromis (Gill, 2004)
  - Género Pseudochromis (Rüppell, 1835)
- Subfamilia Pseudoplesiopinae:
  - Género Amsichthys (Gill y Edwards, 1999)
  - Género Chlidichthys (Smith, 1953)
  - Género Lubbockichthys (Gill y Edwards, 1999)
  - Género Pectinochromis (Gill y Edwards, 1999)
  - Género Pseudoplesiops (Bleeker, 1858)